# 役員報酬
役員報酬（やくいんほうしゅう）とは、団体・企業などの役員が受ける報酬のこと。

## 概要
役員報酬は、一般的な賃金に共通し、月給や賞与や退職金の形態の場合が多い。他には、年俸の形態の場合、あるいは、金銭とは別の株式やストックオプション、物品、サービスを支給する場合もある。役員報酬は、役員のパフォーマンスを評価し、報酬を提供するための重要な手段であり、企業の経営陣と株主の間の利益を調整する役割も果たす。

## 役員報酬の決定
役員報酬は、通常、企業の取締役会によって決定される。報酬の額や形態は、役員の職務、経験、業績、企業の業績、業界の標準などに基づいている。また、役員報酬は、企業の財務状況や市場環境に応じて調整されることもある。
法人税法上は、役員給与という。同法34条においては、法人税法上の役員（みなし役員を含む。使用人兼務役員になれない役員は兼務役員から外される）の場合は、定められた固定給等（定期同額給与、事前確定届出給与、業績連動給与、退職給与、兼務役員の使用人分給与）以外の役員報酬は損金不算入という規定がある。

## 「賃金」との違い
役員報酬と賃金との主な違いは、受給対象者とその目的にある。賃金は、企業の従業員に対して支払われ、その労働に対する対価である。一方、役員報酬は、企業の役員に対して支払われ、その経営成果に対する報酬である。賃金は労働者の生活を支える基本的な収入であり、役員報酬は経営者の業績を評価し報酬を提供する手段である。
その他、
- 賃金は最低賃金の法的規制がある一方で、役員報酬は法的規制が無い。
- 賃金は失業保険や労働災害保険の対象となる一方で、役員報酬はそれが無い。

## 高額な役員報酬
大企業でも、賃金で年間１億円を超えることは珍しい。その一方で、役員報酬ならば高額になることが多く、年間１億円を超えることもある。その場合、上場企業ならば有価証券報告書に記載義務がある。Zホールディングスの取締役でLINEの代表取締役である慎ジュンホは、役員報酬として年に43億3500万円を受けた。